# Ribonuclease A
Ribonuclease A (RNase A) é uma endonuclease que age em RNA de fita simples. A enzima hidrolisa a 3' de pirimidinas, possuindo especificidade b.
Estas enzimas estão envolvidas na clivagem endonucleolítica de 3'-fosfomononucleótidos e 3'-fosfooligonucleótidos terminados em C-P ou U-P com intermediários fosfato 2',3'-cíclicos. A ribonuclease pode desenrolar a hélice do RNA através da complexação com um RNA de cadeia simples; o complexo surge de uma interação cátion-ânion multissítio estendida entre resíduos de lisina e arginina da enzima e grupos fosfato dos nucleótidos.

## Membros notáveis da família
A ribonuclease pancreática bovina é o membro mais bem estudado da família e serviu como sistema modelo na investigação sobre dobramento de proteínas, ligações dissulfeto, cristalografia de proteínas e espectroscopia e dinâmica de proteínas. O genoma humano contém 8 genes que partilham a estrutura e função com a ribonuclease pancreática bovina, com 5 pseudogenes adicionais. A estrutura e a dinâmica destas enzimas estão relacionadas com as suas diversas funções biológicas.
Outras proteínas que pertencem à superfamília das ribonucleases pancreáticas são: ribonucleases do cérebro bovino e das vesículas seminais; ribonucleases não secretoras renais; ribonucleases do tipo hepático; angiogenina, que induz a vascularização de tecidos normais e malignos; proteína catiónica eosinofílica, uma citotoxina e helmintotoxina com atividade ribonuclease; e ribonuclease de fígado de rã e lectina de ligação ao ácido siálico de rã. A sequência de ribonucleases pancreáticas contém quatro pontes de dissulfeto conservadas e três resíduos de aminoácidos envolvidos na atividade catalítica.